# Мягкие согласные
Мя́гкие согла́сные (также палатализованные согласные; англ. lax (smooth) consonant, soft (palatalized) consonant, фр. consonne molle, нем. weicher Konsonant) — согласные, образующиеся в результате палатализации (смягчения) — дополнительной артикуляции, при которой средняя часть спинки языка сближается с твёрдым нёбом и вся масса языка продвигается вперёд. Противопоставляются твёрдым согласным, от которых отличаются более высоким тембром.
Оппозиция мягких и твёрдых согласных (оппозиция по признаку твёрдости — мягкости) является различительным (дифференциальным) признаком для консонантных систем в таких языках, как русский, белорусский, польский и других. В этих языках мягкие согласные являются самостоятельными фонемами. Существует большое число минимальных пар, различающихся по твёрдости — мягкости согласных, в частности, в русском языке: МФА: [н]осо файле «нос» — МФА: [н’]осо файле «нёс»; бы[т] «быт» — бы[т’] «быть»; пы[л] «пыл» — пы[л’] «пыль». При этом мягкие согласные выступают перед гласными как переднего ряда ([т’]ень «тень»), так и заднего ряда ([т’а]жесть «тяжесть»), а также перед твёрдым согласным (бо[л’]но «больно») и в абсолютном конце слова (зде[с’] «здесь»). Во многих языках, в которых согласные могут смягчаться, фонологическое противопоставление мягких и твёрдых согласных фонем отсутствует. Так, например, во французском различение значимых единиц по признаку твёрдости — мягкости невозможно, поскольку палатализация согласных представлена лишь в определённой позиции — перед гласным переднего ряда /i/ и перед среднеязычным сонантом /j/. Поэтому во французской фонологической системе мягкие согласные являются аллофонами непалатализованных согласных фонем.
В русском языке к мягким относятся согласные [п’], [б’], [т’], [д’], [ф’], [в’], [с’], [з’], [ч’], [ш̅’], [ж̅’], [к’], [г’], [х’], [j], [м’], [н’], [р’], [л’]. Большинство из них образуют пары с твёрдыми согласными: [п] — [п’], [б] — [б’] и т. д. Непарными являются лишь мягкие согласные [ч’], [ш̅’], [ж̅’], [j]. Поднятие средней части языка к твёрдому нёбу выступает как основная артикуляция только для [j], при произнесении большинства остальных палатализованных согласных поднятие средней части языка к твёрдому нёбу является дополнительной артикуляцией, протекающей одновременно с основной артикуляцией смягчаемого согласного. На признак твёрдости или мягкости согласного может влиять помимо прочего качество соседнего с согласным гласного, например, в паре [б]ыл — [б’]ил. В русском языке мягкие согласные всегда произносятся перед гласной е в исконных словах и в освоенных заимствованиях типа революция, метро, реванш. Также мягкие согласные всегда произносятся перед гласной и (перед гласным [ы] возможны только твёрдые согласные). При определённых условиях мягкие согласные чередуются с твёрдыми в результате словоизменительных или словообразовательных процессов: голо[в]а — на голо[в’]е. В сочетании двух согласных при смягчении второго может смягчиться и первый согласный: ба[нт] — о ба[н’т’]е. Вместе с тем в современном русском языке отмечаются процессы устранения смягчения предыдущего согласного: [д’в’]ерь > [дв’]ерь, [т’в’]ёрдый > [тв’]ёрдый.
Степень палатализации согласных зависит от типа основной артикуляции. Так, например, наиболее сильно палатализуются переднеязычные дорсальные согласные в сравнении с переднеязычными апикальными. Сильная степень палатализации отмечается, в частности, в русском языке (с дорсальной артикуляцией). В смягчённых согласных при этом по сравнению с твёрдыми происходят существенные изменения. К таким изменениям относят, например, утрату многоударности дрожащего согласного [р’], сильную аффрикатизацию смычных согласных [т’], [д’], значительное продвижение вперёд в зону среднеязычных согласных заднеязычных [к’], [г’], [х’].
Палатализованные согласные близки по артикуляции к палатальным (среднеязычным) согласным, но если для палатализованных поднятие средней части языка к твёрдому нёбу является дополнительной артикуляцией, то для палатальных оно является основным.
Мягкость (палатализация) согласных в Международной фонетической ассоциации обозначается знаком ʲ: [tʲ], [dʲ], в кириллической транскрипции мягкость принято обозначать с помощью апострофа ’: [т’], [д’].